# William Boaventura
William Boaventura, właśc. William Cleite Boaventura (ur. 14 lutego 1980) – brazylijski piłkarz występujący na pozycji obrońcy lub pomocnika.

## Kariera piłkarska

### Kariera klubowa
Od 2004 występował w cypryjskim AEL Limassol, skąd w 2006 został zaproszony do klubu Anorthosis Famagusta. W końcu kwietnia 2008 przeniósł się do Metałurha Donieck. W lutym 2009 został wypożyczony na rok do rosyjskiego klubu Kubań Krasnodar. W 2010 roku przeszedł do APOEL-u Nikozja. Następnie ponownie grał w Anorthosisie, w którym w 2012 roku zakończył karierę.

### Sukcesy
- mistrz Cypru: 2008
- zdobywca Pucharu Cypru: 2007
- zdobywca Superpucharu Cypru: 2007